# المطرد (لوحة)
المُطَرد (بالأيطالية: Halberdier) هي لوحة زيتية بريشة رسام عصر النهضة الايطالي بونتورمو رسمها بين 1528–1530، رسمت في الأصل على خشب ثم نُقلت لاحقًا إلى قماش. هي الآن في متحف جيتي والذي أشتراها في عام 1989 في دار كريستيز مقابل 35.2 مليون دولار. يظهر الرسم التحضيري الآن في معرض أوفيزي في فلورنسا الشكل في وضع أكثر أمامية وأقل كونترابوستو.
لم يتم إثبات هوية النموذج الذي يصوره العمل بشكل قاطع. الأطروحة القائلة بأن الشاب هو كوزيمو دي ميديشي، كما هو مذكور في قائمة جرد من عام 1621 ، تدعمها الأبحاث منذ فترة طويلة. وفقًا لذلك، يُظهر كوزيمو البالغ من العمر 18 عامًا كجندي بعد معركة مونتيمورلو. في كتالوج معرض متحف فيلادلفيا للفنون لعام 2004 ، تظهر الصورة تحت عنوان «فرانشيسكو غواردي في دور مطرد» وبالتالي تم تحديدها مع أللوحة التي يصفها مؤرخ الفن جورجو فازاري في مقالته على النحو التالي: «في وقت حصار فلورنسا قام بونتورمو برسم فرانشيسكو غواردي في بدلة جندي، وكان ذلك عملاً رائعًا للغاية.» فرانشيسكو غواردي، المولود عام 1514 ، كان جنديًا في جمهورية فلورنسا عندما حاصرت المدينة من قبل القوات الإمبراطورية تحت قيادة تشارلز الخامس. هذا التعريف من قبل إليزابيث كروبر يتبناه الآن متحف جيتي.

## أصل ملكية أللوحة
وفقًا لقائمة جرد من عام 1612 ، تم إدراج أللوحة فيها كصورة شخصية لكوزيمو دي ميديشي، سقطت أللوحة في يد عائلة ريكاردي بعد وفاة فلورنتين ريكاردو رومولو ريكاردي. من 1748 إلى 1813 كانت مملوكة من قبل جان بابتيست بيير ليبرون، ابن شقيق شارل لوبران. في مزاد في 20 مارس 1810 في باريس، وصل الكاردينال جوزيف فيش، عم نابليون بونابرت وأحد أهم جامعي الأعمال الفنية في عصره. بعد مزيد من التغييرات في الملكية، من المحتمل أن تكون في حوزة ماتيلد بونابرت في عام 1861 ، وبقيت معها حتى عام 1904. في عام 1904 تم شراؤها من قبل جامع الأعمال الفنية يوجين كريمر في مزاد يوم 17 مايو.
تم بيع أللوحة في مزاد علني عام 1914 بواسطة رجل الأعمال الأمريكي ومدير بنك مدينة نيويورك جيمس ستيلمان. منذ ذلك الوقت كانت اللوحة في الولايات المتحدة. بعد وفاة ستيلمان، جاء عن طريق الميراث إلى تشارلز تشونسي ستيلمان، واكتسبها تشونسي ديفيرو ستيلمان في عام 1927. تم عرضه على سبيل الإعارة من معرض فريك حتى عام 1970. بعد وفاة ستيلمان في عام 1989 ، تم عرضها للبيع في مزاد كريستيز وذهب إلى متحف جيتي في 31 مايو 1989 مقابل 35.2 مليون دولار، أعلى سعر للوحة بواسطة أحد الأساذة القدماء حتى ذلك التاريخ.

## الوصف

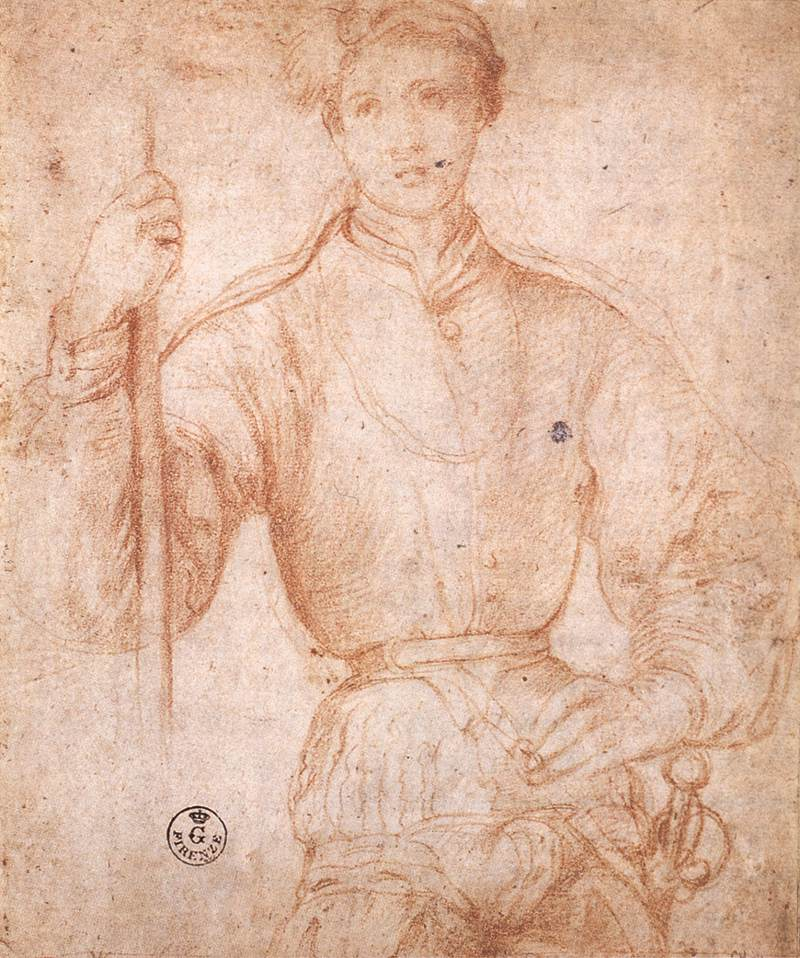
الرسم التحضيري للوحة يظهر الشكل في وضع أكثر أمامية وأقل كونترابوستو، معرض أوفيزي في فلورنسا.

الصورة ذات الثلاثة أرباع تصور شابًا أنيقًا يرتدي سترة خفيفة بأكمام واسعة مصنوعة من الحرير الثقيل، وقلنسوة حمراء ملتوية على رأسه ومطرد في يده اليمنى، نصلها غير ظاهر من الجزء العلوي. بينما يتم دعم يده اليسرى بشكل عرضي على الورك.
إنه يقف أمام خلفية أحادية اللون تقريبًا سوداء لا يمكن تمييز سوى الخطوط الباهتة لزاوية مبنى ضخم. يرتدي سروالا أحمر متصل بسترته برباطات شريطية. يبرز الملابس الداخلية المصنوعة من الحرير الأبيض الفاتح من أسفل الياقة القائمة والأساور وبين السترة والبراغيت اللافت للنظر. السترة مربوطة بحزام جلدي ضيق يتدلى منه سيف استعراضي. يرتدي سلسلة ذهبية طويلة حول رقبته وميدالية ذهبية تصور المعركة بين هيراكليس وأنتيوس مرفقة بقبعته.
يتم تنفيذ تجسيد المواد المختلفة بتألق مصور وكمال، من أسفل الريش الناعم على البيريه والحرير الرقيق للملابس الداخلية، مرورًا بالنسيج الثقيل والاتساق الحريري لثنيات أكمام الساتان الدوقة. سترة، وصولاً إلى السلسلة ذات الحلقات الذهبية، وجلد الحزام، ومقبض السيف المزور بمهارة، والخشب المعرق لجذع المطرد، ذكريات من دروس رفائيل.

## معرض

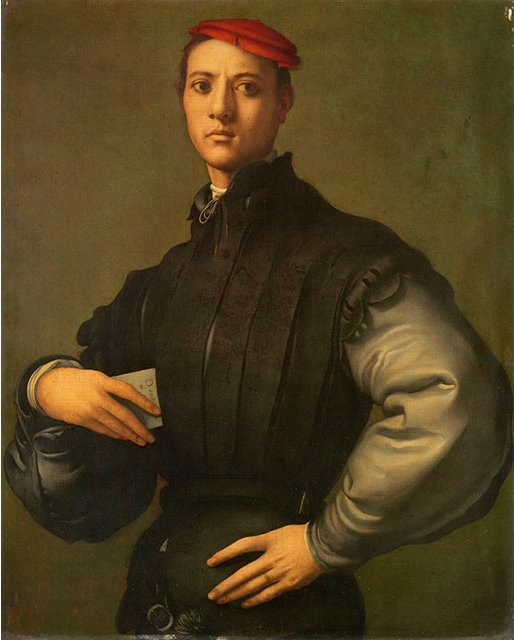
بورترية شاب يرتدي قبعة حمراء (1530) ، مجموعة جيه توميلسون هيل ، محفوظة في المملكة المتحدة.
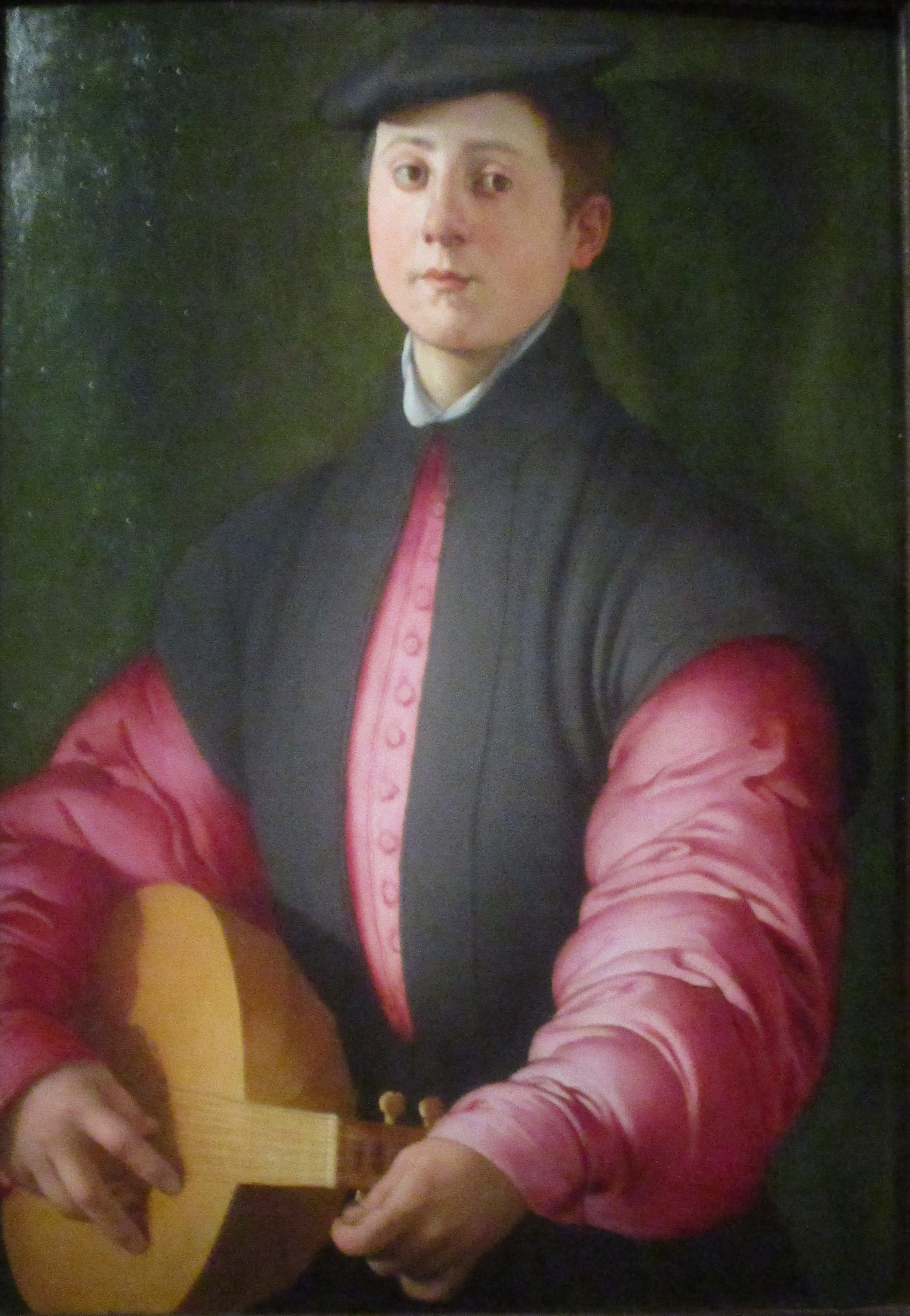
بورترية عازف عود (1529-1530) ، مجموعة ألانا ، نيوارك (ديلاوير)

## الرسام

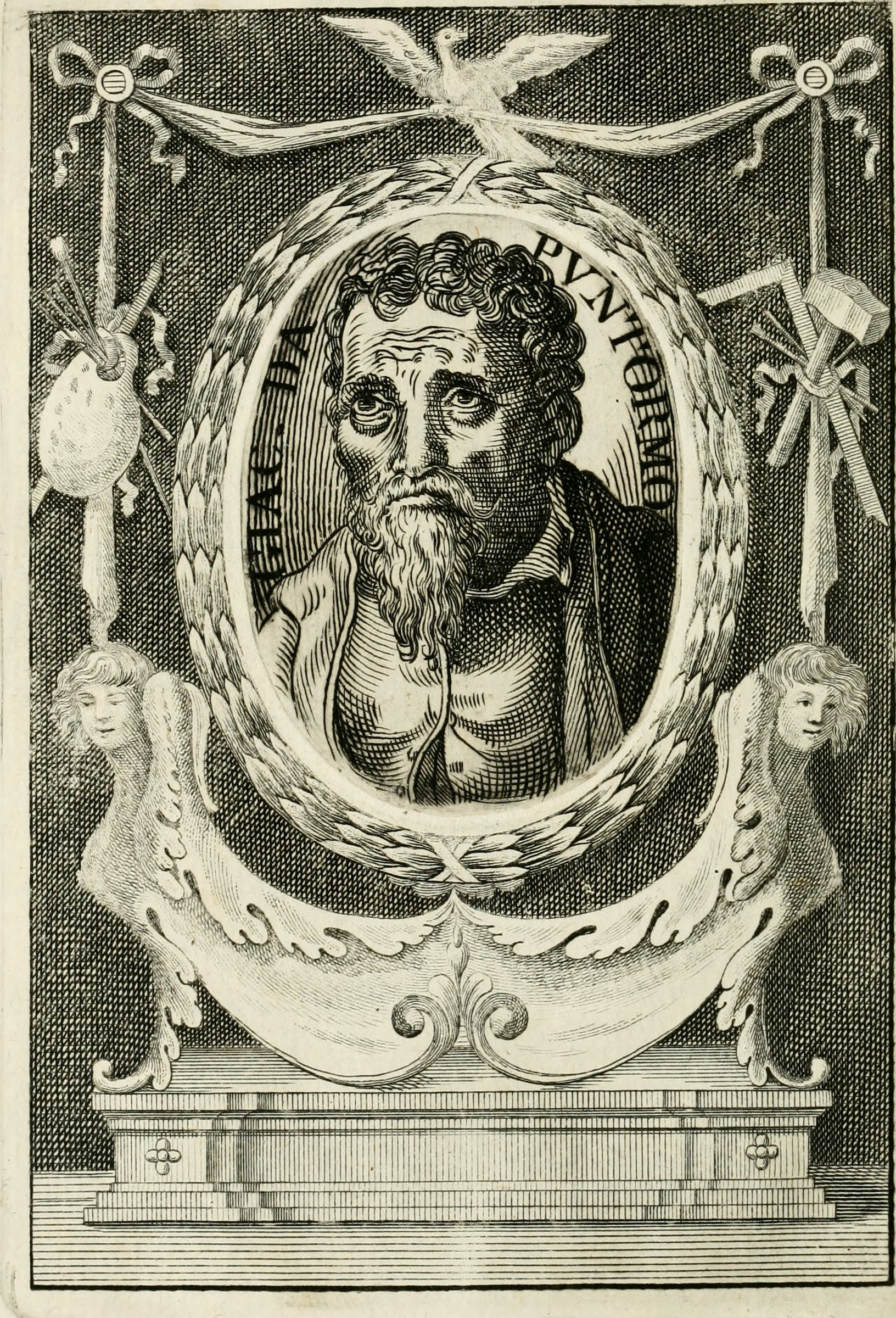
بونتورمو

ياكوبو كاروتشي (تولد 24 مايو 1494 - 2 يناير 1557) يعرف أيضًا بـ "بونتورمو"، هو رسام بورترية وأسلوبي إيطالي من المدرسة الفلورنسية. تمثل أعماله تحولًا أسلوبيًا عميقًا من انتظام المنظورية الهادئ الذي اتسم به فن عصر النهضة في فلورنسا. يشتهر لاستعماله وضعية التوأمة إلى جانب منظور غامض؛ تبدو الأشكال التي رسمها عادة طافية في بيئة غير مستقرة دون أن تقيدها قوى الجاذبية.